# Carl von Ghega
Karl von Ghega (10. ledna 1802 Benátky–14. března 1860 Vídeň) byl rakouský architekt, inženýr, stavitel železnic a stavitel horských úseků železnic jako je Semmering, první horská železnice v Evropě, která byla v roce 1998 zapsaná na Seznam světového dědictví UNESCO.

## Život

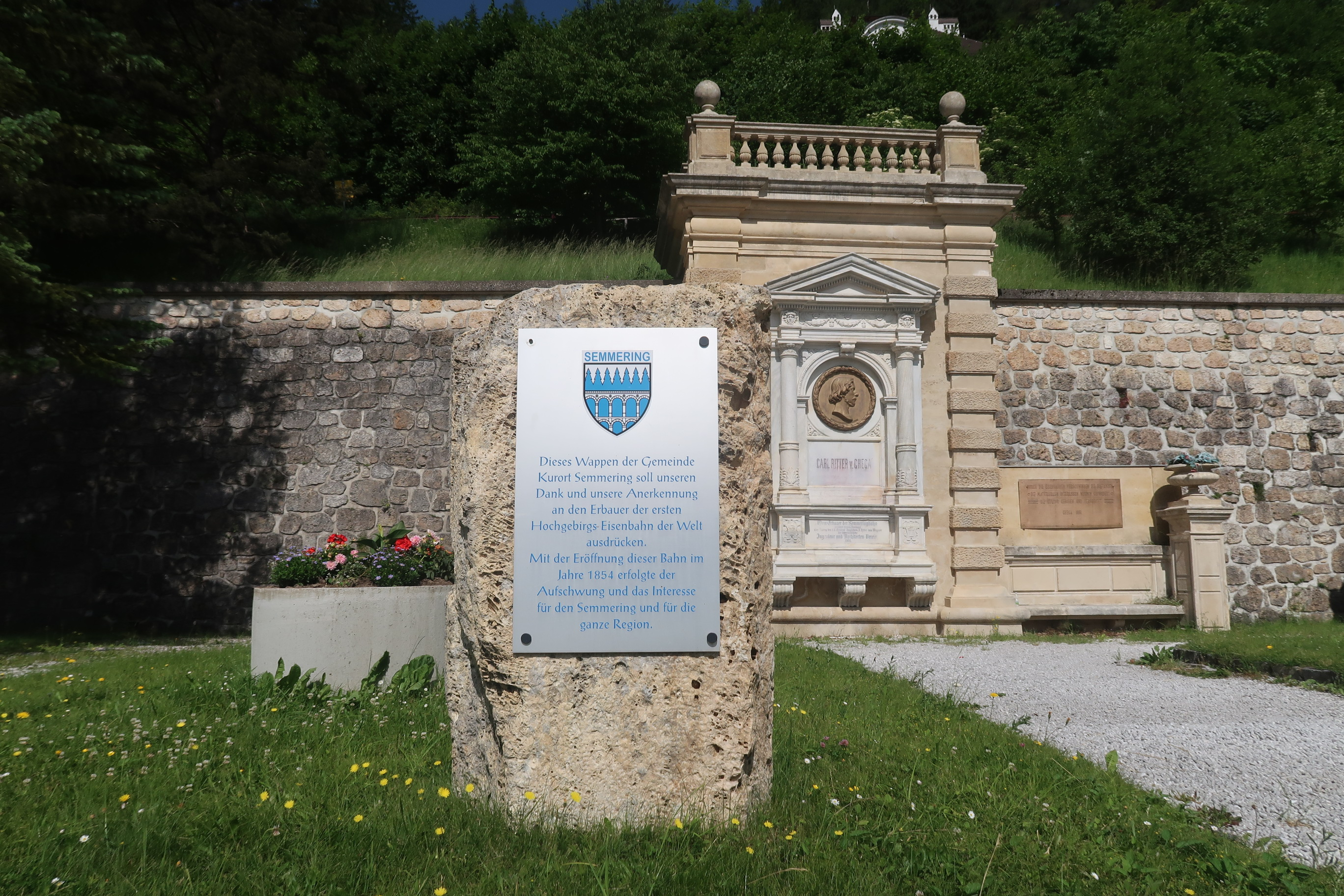
Pomník Carla von Ghegy na nádraží v Semmeringu

Carlo Ghega, také Karoli de Ghega, se narodil v rodině rakouského námořního důstojníka albánského původu Antona Ghegy (1777–1828). Studoval na vojenské škole sv. Anny v Benátkách (1814–17) a na universitě v Padově, kde získal titul doktora matematických věd. V roce 1819 nastoupil do rakouské státní služby u zemského ředitelství v Benátkách. Podílel se na výstavbě horské silnice v Cortině d'Ampezzo. V letech 1824–1826 řídil výstavbu silničních a vodních cest v oblasti Veneta. V roce 1836 nastoupil do služby společnosti Severní dráhy císaře Ferdinanda (KFNB). V letech 1836–1840 vedl výstavbu železničního stavebního úseku Vídeň–Břeclav dále Břeclav–Olomouc (Praha), odbočnou trať Břeclav–Brno. Na odbočné trati 11. listopadu 1838 řídil lokomotivu Moravia na úseku Rajhrad–Brno. Byla to první jízda parní lokomotivy v českých zemích. V letech 1836–1837 vykonal studijní cesty v Anglii a Belgii. V roce 1841 byl pověřen vypracováním studie projektu Jižní dráhy přes Mürzzuschlag a Štýrský Hradec do Terstu. V roce 1842 byl vyslán rakouskou vládou s architektem Moritzem Löhrem do USA na studijní cestu. Následně vydal knihu o železniční trati Baltimore–Ohio, která překonávala pohoří Alleghany. V roce 1848 byl schválen jeho projekt Jižní dráhy. V letech 1848–1854 řídil výstavbu horské železniční dráhy přes Semmering. Provoz na celé Jižní trati Vídeň–Štýrský Hradec–Terst byl zahájen v roce 1857. V témže roce byl přeložen do Milána, kde se podílel na výstavbě italských tratí. Poté pracoval v Sedmihradsku, kde onemocněl na zápal plic. Po těžké nemoci 14. března 1860 zemřel na tuberkulózu ve Vídni. Je pohřben na Centrálním hřbitově ve Vídni.

## Zásluhy
V roce 1851 byl za zásluhy v oblasti železničního stavitelství povýšen do rytířského stavu.

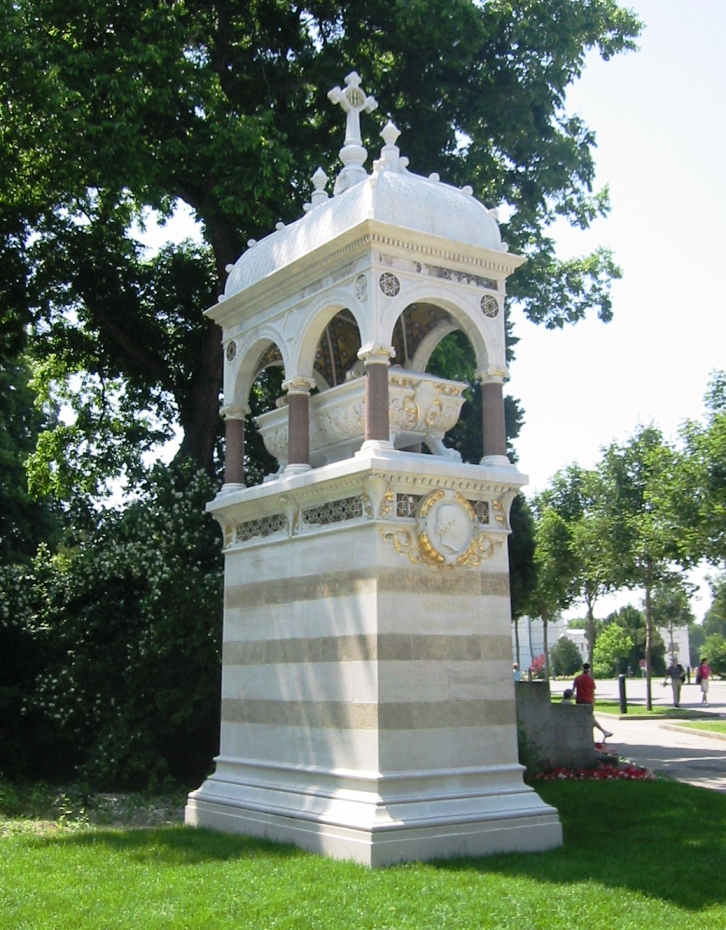
Hrob
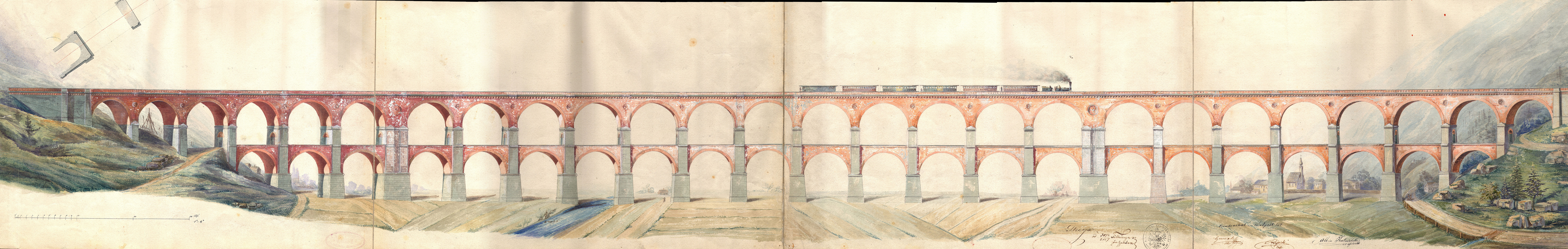
Borovnica viadukt–originální plán
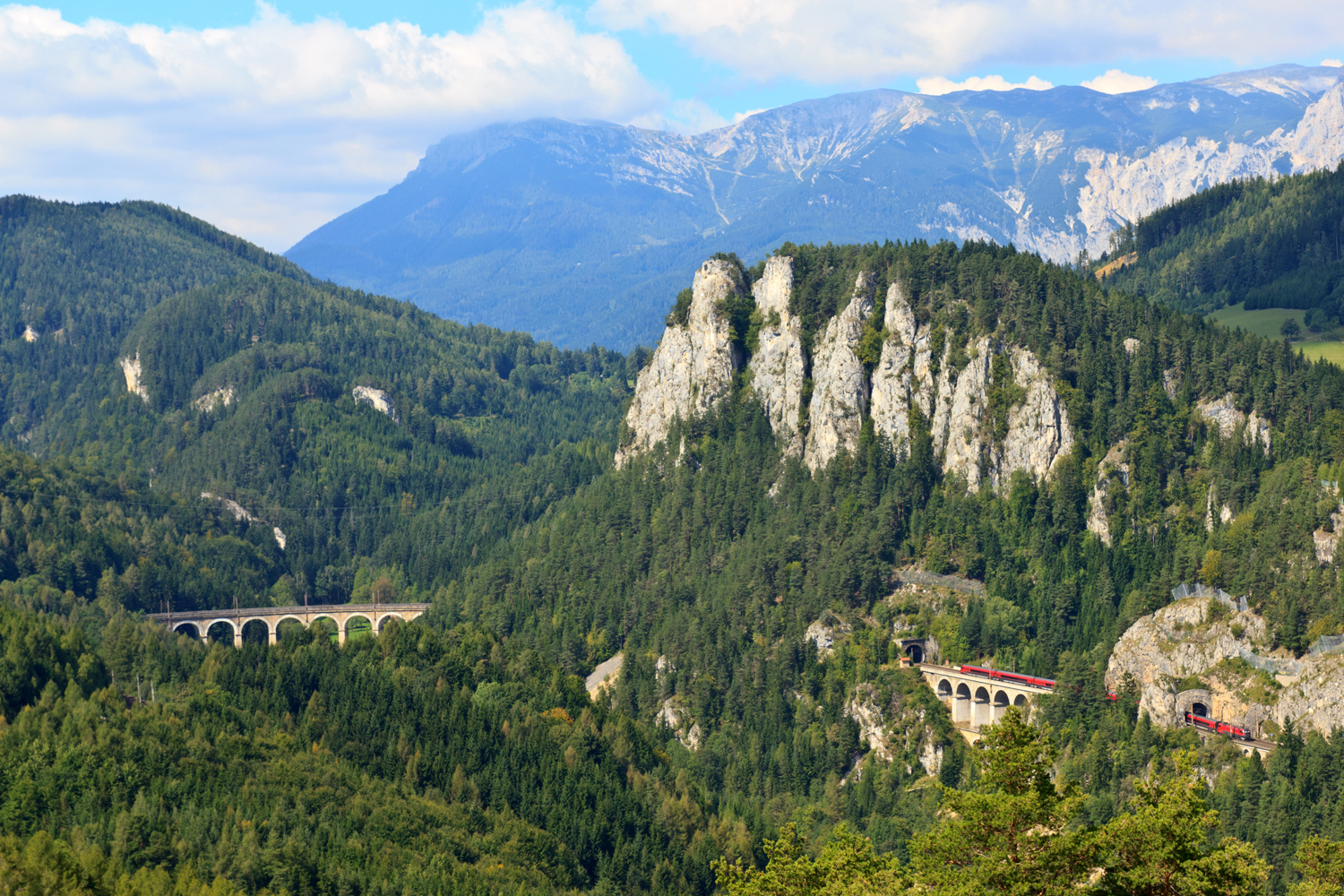
Semmering